# Bacary Sagna
Bacary Sagna (phát âm tiếng Pháp: [bakaʁi saɲa]) (sinh ngày 14 tháng 2 năm 1983) là một cầu thủ bóng đá người Pháp hiện đã giải nghệ. Người anh em họ của anh, Ibrahima Sonko, cũng chơi bóng tại Anh, cho câu lạc bộ Ipswich Town. Sagna được gọi là Bac bởi phần lớn những đồng đội của anh ấy.
Cựu huấn luyện viên của Arsenal, Arsène Wenger, đã từng mô tả cầu thủ này là hậu vệ phải xuất sắc nhất ở Premier League.

## Sự nghiệp câu lạc bộ

### Auxerre
Sagna bắt đầu sự nghiệp của mình tại FC Sens. Sau đó anh gia nhập Auxerre với 87 lần xuất hiện ở Ligue 1, và là một nhân tố trong đội hình vô địch Cúp bóng đá Pháp năm 2005. Anh cũng được chơi tại UEFA Cup trong cả ba mùa giải thi đấu cho đội I của câu lạc bộ, với 17 lần ra sân ở giải đấu này. Anh được bình chọn vào đội hình tiêu biểu của mùa giải ở Ligue 1 do những màn trình diễn xuất sắc của anh ở vị trí hậu vệ cánh phải. Sagna cũng chơi cùng câu lạc bộ Auxerre với Abou Diaby, người bạn đồng đội tương lai của anh ở Arsenal, và trung vệ của Tottenham Hotspur, Younès Kaboul. Anh đã trở thành một trong những hậu vệ xuất sắc nhất ở giải vô địch và được người hâm mộ gọi với biệt danh Mr. Reliable (Quý ông đáng tin cậy).

### Arsenal

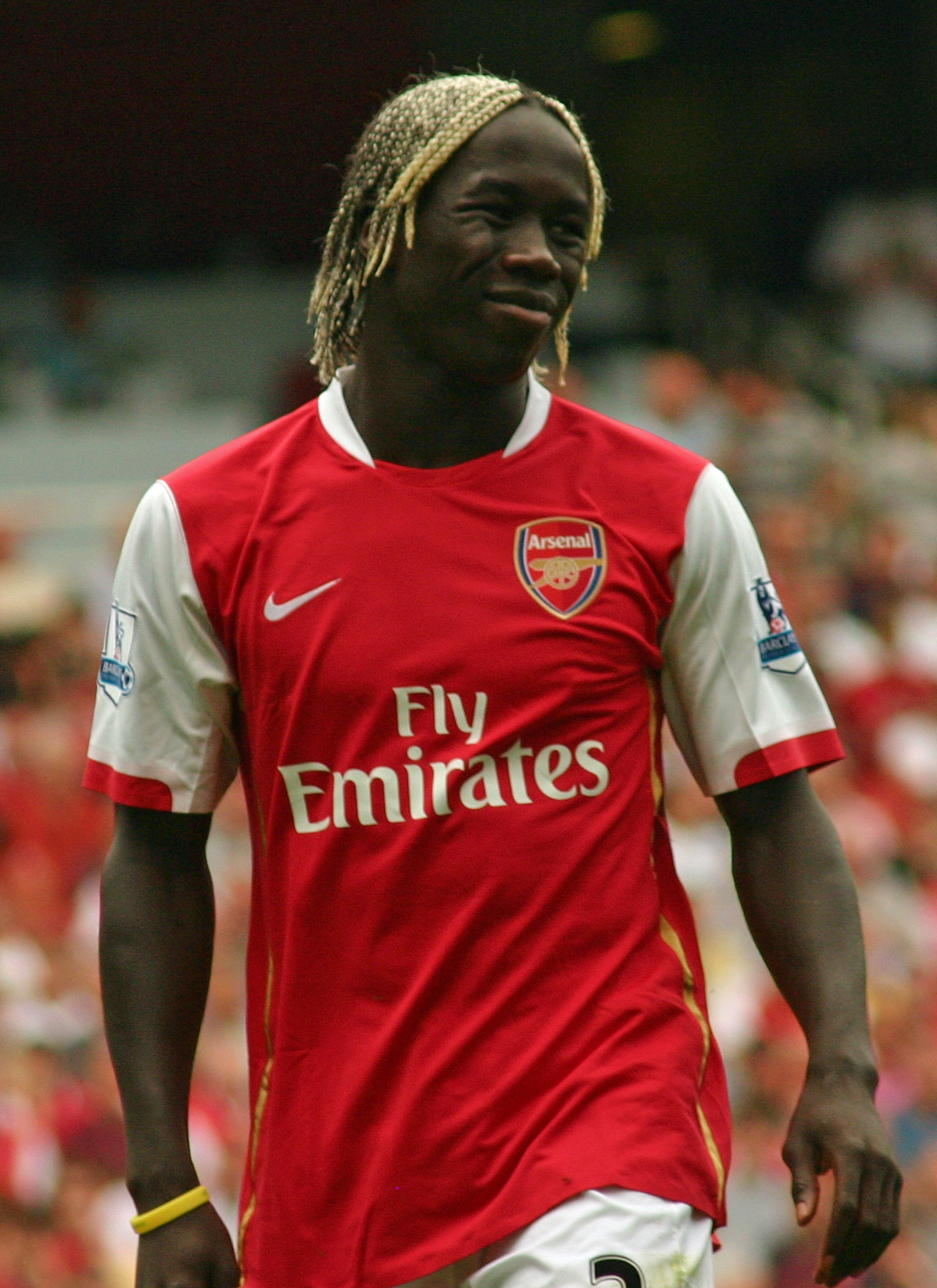
Sagna chơi cho Arsenal ở mùa giải 2007-08.

#### Mùa giải 2007-08
Vào ngày 12 tháng 7 năm 2007, Sagna hoàn tất chuyển nhượng đến Arsenal từ Auxerre với phí chuyển nhượng không được tiết lộ, mức giá ban đầu được cho là 9 triệu euro và có thể tăng lên 11 triệu euro. Anh được trao chiếc áo số 3, số áo trước đó được mặc bởi cựu hậu vệ của câu lạc bộ, Ashley Cole.
Sagna có trận ra mắt cho Arsenal vào ngày 19 tháng 7 năm 2007, đá chính trong chiến thắng 3-0 ở trận giao hữu trước câu lạc bộ của Thổ Nhĩ Kỳ, Gençlerbirliği, tại Bad Waltersdorf Stadion, nước Áo.
Vào ngày 13 tháng 2 năm 2008, đúng một tuần trước khi Arsenal chơi trận lượt đi vòng 16 đội Champions League đối đầu với A.C. Milan, anh trai của Sagna, Omar Sagna, qua đời ở tuổi 28, một ngày trước sinh nhật của Sagna. Tuy nhiên anh vẫn tham dự trận đấu sau khi nhận được lời khuyên từ cha của anh. Arsenal đã hòa 0-0 ở trận đấu đó, tuy nhiên họ đã giành chiến thắng 0-2 ở trận lượt về để giành quyền vào vòng đấu tiếp theo.
Ngày 23 tháng 3, Sagna ghi được bàn thắng đầu tiên của anh ở giải vô địch bằng một pha đánh đầu ở góc hẹp từ tình huống đá phạt góc, đưa Arsenal dẫn trước 1–0 trước đối thủ cùng thành phố, Chelsea, tại Stamford Bridge, nhưng sau đó anh đã bị chấn thương trước khi Chelsea có cuộc lội ngược dòng giành chiến thắng với tỷ số 2–1. Cuối mùa giải, anh có tên trong đội hình tiêu biểu của mùa giải ở Premier League.

#### Mùa giải 2008-09

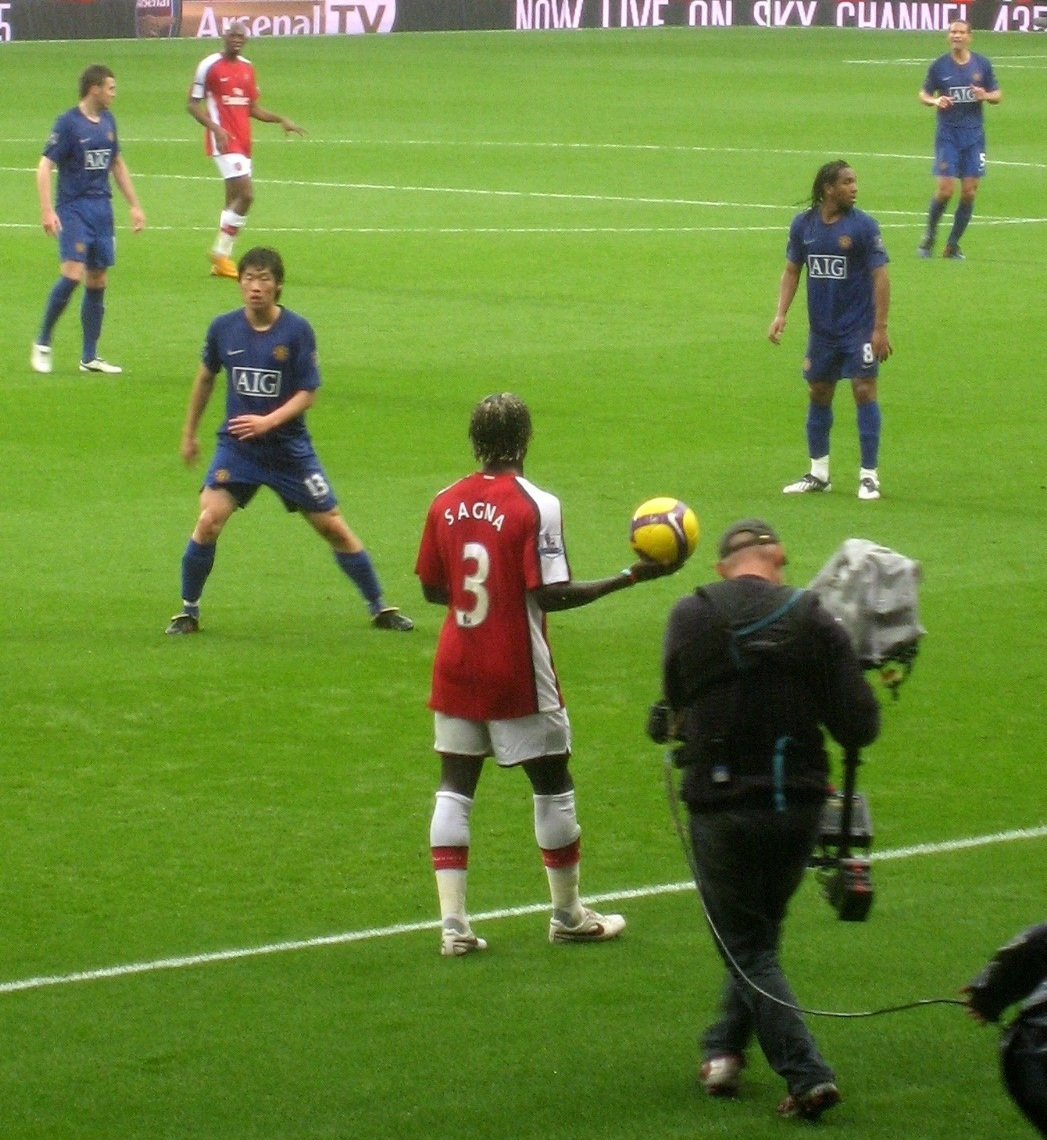
Sagna thực hiện quả ném biên trong trận đối đầu với Manchester United

Sagna gia hạn hợp đồng với Arsenal trước khi bắt đầu mùa giải 2008–09. Arsenal đã ký với anh thêm hai năm nữa, kéo dài thời hạn đến năm 2014. Sagna phát biểu, "Tôi yêu Arsenal, đó là một câu lạc bộ tuyệt vời", anh nói thêm, "Huấn luyện viên cũng rất tốt và mùa giải tới chúng tôi sẽ chiến đấu cho tất cả các danh hiệu." Anh đã có một pha cứu thua tuyệt vời cho Arsenal trong trận hòa 2–2 trước Aston Villa, anh đã nhảy lên và phá bóng ngay trước vạch cầu môn giúp Arsenal duy trì được thế dẫn trước trong hiệp một.

#### Mùa giải 2009-10
Sagna đã phải ráng sức để lấy lại phong độ của mình thể hiện ở hai mùa giải trước đó, những chấn thương cũng đã ngăn cản anh đóng góp cho đội bóng. Mặc dù vậy, anh cũng có được nhiều đường kiến tạo cho đồng đội. Đóng góp quan trọng nhất của anh là đường căng ngang cho Nicklas Bendtner ghi bàn ấn định tỷ số 1–0 ở phút 94 trong cuộc đối đầu với Wolves. Anh đã được liên hệ để rời khỏi câu lạc bộ với việc nhiều đội bóng, gần nhất là Inter Milan, có vẻ muốn mang hậu vệ này rời khỏi London.

#### Mùa giải 2010-11
Bàn thắng đầu tiên trên sân Emirates của Sagna được ghi trong trận đấu trước Celtic, Arsenal đã có được chiến thắng 3–2 và giành chức vô địch Emirates Cup năm thứ hai liên tiếp. Anh đá chính trận thứ 100 ở giải vô địch cho Arsenal vào ngày 3 tháng 10 năm 2010, trận thua 2-0 trước Chelsea tại Stamford Bridge. Ngày 14 tháng 11 năm 2010, bàn thắng thứ hai ở một giải đấu chính thức của anh được ghi trong chiến thắng 2–1 trước Everton trên sân Goodison Park, với một cú sút cực mạnh từ cự ly gần. Vào ngày 8 tháng 12 năm 2010, Sagna nhận thẻ đỏ đầu tiên trong sự nghiệp của anh tại Arsenal ở trận đấu cuối cùng tại vòng bảng Champions League tiếp đón Partizan Belgrade trên sân nhà, Arsenal giành chiến thắng với tỷ số 3-1. Ngày 1 tháng 1 năm 2011, trong trận đấu với Birmingham City, anh đã bị cầu thủ Lee Bowyer bên phía Birmingham City cố tình đạp vào chân sau khi Sagna thực hiện một pha tắc bóng, Bowyer sau đó đã bị FA cấm thi đấu ba trận do hành vi này. Vào ngày 5 tháng 1 năm 2011, Sagna nhận thẻ đỏ thứ hai trong mùa giải sau khi anh và hậu vệ của Manchester City, Pablo Zabaleta, húc đầu nhau ở những phút cuối cùng trong trận hòa 0–0 của Arsenal trước Manchester City tại Emirates. Ngày 19 tháng 1 năm 2011, Sagna ghi được bàn thắng thứ hai của anh trong mùa giải, cũng là bàn thắng thứ hai của Arsenal trong chiến thắng 3–1 trước Leeds United tại Elland Road ở trận đá lại vòng 3 FA Cup. Đây là mùa giải mà Sagna ghi được nhiều bàn thắng nhất trong sự nghiệp, vượt qua thành tích ở mùa giải 2007–08 khi anh chỉ ghi được duy nhất một bàn thắng. Sagna được chọn vào Đội hình tiêu biểu của mùa giải tại Premier League do màn trình diễn xuất sắc của anh ở mùa giải 2010-11.

#### Mùa giải 2011-12
Thứ Bảy, ngày 13 tháng 8 năm 2011, anh đá chính và chơi đủ 90 phút trước Newcastle United tại St. James' Park trong trận hòa 0–0 vào ngày mở màn của mùa giải Premier League. Một tuần sau, ngày 20 tháng 8 năm 2011, Sagna đá chính ở vị trí hậu vệ cánh trái và chơi trọn vẹn cả trận trong thất bại 2–0 dưới tay Liverpool, đây là chiến thắng đầu tiên của họ trên sân của the Gunners sau 11 năm. Vào ngày 28 tháng 8 năm 2011, anh đã bỏ lỡ trận đối đầu với Manchester United tại Old Trafford do bị bệnh.
Sagna bị gãy chân ở trận chiến với đối thủ cùng ở Bắc London, Tottenham, sau khi pha va chạm với Benoît Assou-Ekotto đã khiến anh tiếp đất một cách vụng về. Ngày 29 tháng 1 năm 2012, Sagna vào sân từ băng ghế dự bị trong trận đấu với Aston Villa ở phút 89 để đánh dấu sự trở lại của anh.
Ngày 26 tháng 2, một lần nữa anh được đá chính ở trận derby Bắc London, và ghi bàn bằng một pha đánh đầu từ đường chuyền của Mikel Arteta, tạo nên nguồn cảm hứng cho Arsenal để làm nên cuộc lội ngược dòng sau khi bị dẫn trước 2–0 tại thời điểm đó và cuối cùng giành chiến thắng với tỷ số 5–2. Thật không may là anh lại bị gãy chân một lần nữa, vẫn là cái chân đã từng bị gãy trước đó, trong trận đấu cuối cùng trên sân nhà ở mùa giải đó tiếp đón Norwich, điều này buộc anh phải bỏ lỡ vòng chung kết Euro 2012.

#### Mùa giải 2012-13
Trong tháng 10, Sagna đánh dấu sự trở lại bằng việc đá chính trong chiến thắng 1–0 của Arsenal trước Queens Park Rangers. Vào ngày 3 tháng 11 năm 2012, anh đá chính và chơi trọn vẹn 90 phút ở vị trí hậu vệ cánh phải trong trận đối đầu với Manchester United tại Premier League trên sân Old Trafford, trận đấu kết thúc với thất bại 2-1 cho Arsenal. Trước đó, trong khoảng thời gian anh vắng mặt, Carl Jenkinson đã đá chính cho Arsenal và có được những đánh giá tích cực nhưng sau khi bình phục chấn thương thì Sagna vẫn là sự lựa chọn số một của Arsenal ở vị trí hậu vệ cánh phải. Ngày 9 tháng 2 năm 2013, do Laurent Koscielny bị dính chấn thương trong khi khởi động, Sagna đã được xếp thi đấu ở vị trí trung vệ trong cuộc chạm trán với Sunderland. Sagna đã có màn trình diễn xuất sắc mặc dù thi đấu ở vị trí không phải là sở trường và giúp đội hình 10 người của Arsenal giành chiến thắng với tỷ số 1–0. Vào ngày 28 tháng 4 năm 2013, Sagna đã phạm lỗi với Robin van Persie trong vòng cấm ở trận hòa 1-1 trước Manchester United, biếu cho đội khách một quả phạt đền để cân bằng tỷ số, sau khi Arsenal có được bàn thắng dẫn trước do công của Theo Walcott ngay ở phút thứ hai.

### Manchester City
Vào ngày 13 tháng 6 năm 2014, Sagna đã đồng ý ký hợp đồng có thời hạn ba năm với Manchester City để gia nhập nhà đương kim vô địch Premier League sau khi hợp đồng của anh với Arsenal hết hạn vào ngày 30 tháng 6. Anh là cầu thủ đầu tiên của Man City vào kỳ chuyển nhượng mùa hè. Anh rời câu lạc bộ vào cuối hợp đồng của mình vào tháng 6 năm 2017.

## Sự nghiệp đội tuyển quốc gia

### Đội U21
Sagna trước đây từng thi đấu cho U21 Pháp tham dự Giải vô địch bóng đá U21 châu Âu 2006.
Lúc 17 Sagna đã từng có ao ước được thi đấu cho đội tuyển Senegal, anh phát biểu, "Tôi muốn chơi cho Senegal khi tôi 17 tuổi, nhưng họ thì đã không đáp lại. Vì vậy tôi đã hơi thất vọng. Nhưng khi tôi bắt đầu chơi cho Auxerre ở đội I họ (Senegal) đã liên lạc với tôi và trong cùng một ngày đó tôi cũng có một trận đấu cho tuyển U21 Pháp, vì thế tôi đã phải đưa ra sự lựa chọn".

### Đội tuyển quốc gia
Anh có màn ra mắt cho đội tuyển Pháp vào ngày 22 tháng 8 năm 2007 trong trận giao hữu đối đầu với Slovakia, giành chiến thắng với tỷ số 1–0, anh vào sân thay cho François Clerc sau khi trận đấu trôi qua được một giờ đồng hồ. Anh tiếp tục có trận ra mắt cho tuyển Pháp ở một giải đấu chính thức trong chiến thắng 6–0 trên sân khách trước Quần đảo Faroe vào ngày 13 tháng 10 năm 2007 tại vòng loại Euro 2008, thi đấu trọn vẹn 90 phút. Đó là lần xuất hiện duy nhất của anh ở vòng loại Euro 2008. Anh đã bị mất cơ hội để cạnh tranh một vị trí trong đội hình tuyển Pháp tham dự vòng chung kết Euro 2008 tại Áo và Thụy Sĩ do anh vẫn đang trong quá trình hồi phục chấn thương mắc phải trong trận đấu cho Arsenal ở Premier League trên sân của Chelsea vào tháng 3 năm 2008.
Sau khi bình phục chấn thương, Sagna trở lại tuyển Pháp trong trận giao hữu trước Thụy Điển vào tháng 8 năm 2008, anh chơi trọn vẹn 90 phút trong chiến thắng 3-2 của tuyển Pháp trên sân khách. Anh tiếp tục có được vị trí chính thức ở đội tuyển Pháp trong chiến dịch vòng loại World Cup 2010. Anh là một nhân tố trong chiến dịch World Cup thảm họa của đội tuyển Pháp khi đội bóng đã bị loại ngay từ vòng bảng sau khi để thua trước Nam Phi.
Anh đã phải bỏ lỡ Euro 2012 với một cái chân bị gãy.

## Thống kê sự nghiệp

### Câu lạc bộ
Tính đến 19 tháng 3 năm 2017
| Câu lạc bộ          | Mùa giải            | Giải vô địch        | Giải vô địch | Giải vô địch | Cúp     | Cúp       | Châu Âu | Châu Âu   | Tổng cộng | Tổng cộng |
| Câu lạc bộ          | Mùa giải            | Mùa giải            | Số trận      | Bàn thắng    | Số trận | Bàn thắng | Số trận | Bàn thắng | Số trận   | Bàn thắng |
| ------------------- | ------------------- | ------------------- | ------------ | ------------ | ------- | --------- | ------- | --------- | --------- | --------- |
| Auxerre             | 2004–05             | Ligue 1             | 26           | 0            | 7       | 0         | 10      | 0         | 43        | 0         |
| Auxerre             | 2005–06             | Ligue 1             | 23           | 0            | 3       | 0         | 1       | 0         | 27        | 0         |
| Auxerre             | 2006–07             | Ligue 1             | 38           | 0            | 3       | 0         | 10      | 0         | 51        | 0         |
| Auxerre             | Tổng cộng           | Tổng cộng           | 87           | 0            | 13      | 0         | 21      | 0         | 121       | 0         |
| Arsenal             | 2007–08             | Premier League      | 29           | 1            | 3       | 0         | 8       | 0         | 40        | 1         |
| Arsenal             | 2008–09             | Premier League      | 35           | 0            | 5       | 0         | 9       | 0         | 49        | 0         |
| Arsenal             | 2009–10             | Premier League      | 35           | 0            | 1       | 0         | 8       | 0         | 44        | 0         |
| Arsenal             | 2010–11             | Premier League      | 33           | 1            | 6       | 1         | 4       | 0         | 43        | 2         |
| Arsenal             | 2011–12             | Premier League      | 21           | 1            | 2       | 0         | 6       | 0         | 29        | 1         |
| Arsenal             | 2012–13             | Premier League      | 25           | 0            | 3       | 0         | 3       | 0         | 31        | 0         |
| Arsenal             | 2013–14             | Premier League      | 35           | 1            | 4       | 0         | 9       | 0         | 48        | 1         |
| Arsenal             | Tổng cộng           | Tổng cộng           | 213          | 4            | 24      | 1         | 47      | 0         | 284       | 5         |
| Manchester City     | 2014–15             | Premier League      | 10           | 0            | 3       | 0         | 4       | 0         | 17        | 0         |
| Manchester City     | 2015–16             | Premier League      | 28           | 0            | 6       | 0         | 11      | 0         | 45        | 0         |
| Manchester City     | 2016-17             | Premier League      | 16           | 0            | 3       | 0         | 5       | 0         | 24        | 0         |
| Manchester City     | Tổng cộng           | Tổng cộng           | 53           | 0            | 12      | 0         | 20      | 0         | 85        | 0         |
| Tổng cộng sự nghiệp | Tổng cộng sự nghiệp | Tổng cộng sự nghiệp | 353          | 4            | 49      | 1         | 88      | 0         | 490       | 5         |

### Đội tuyển quốc gia
Tính đến ngày 7 tháng 10 năm 2016.
| Pháp      | Pháp    | Pháp      |
| Năm       | Số trận | Bàn thắng |
| --------- | ------- | --------- |
| 2007      | 2       | 0         |
| 2008      | 4       | 0         |
| 2009      | 10      | 0         |
| 2010      | 10      | 0         |
| 2011      | 6       | 0         |
| 2013      | 6       | 0         |
| 2014      | 7       | 0         |
| 2015      | 9       | 0         |
| 2016      | 11      | 0         |
| Tổng cộng | 65      | 0         |

## Danh hiệu

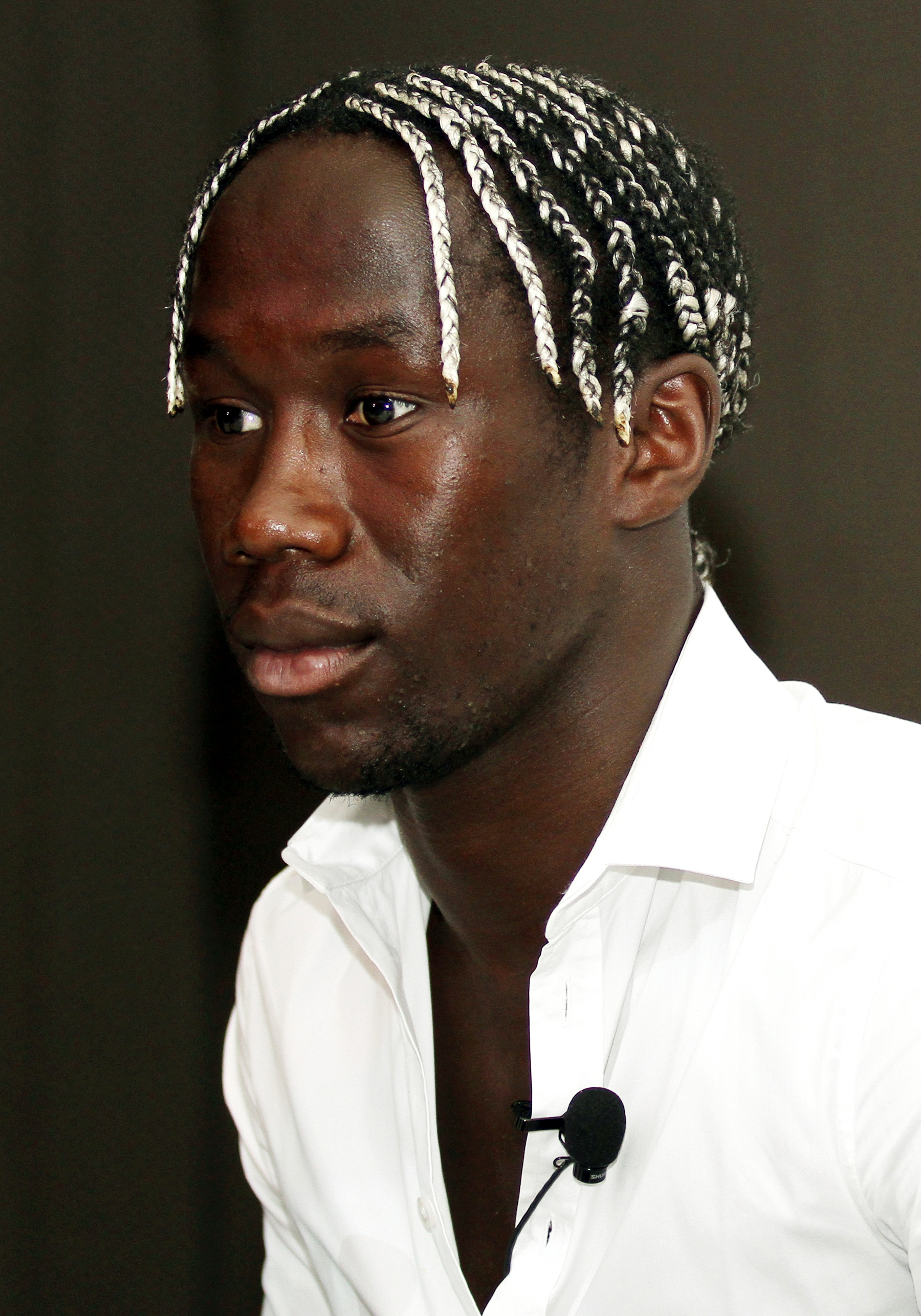
Sagna năm 2012

### Câu lạc bộ
AJ Auxerre
- Vô địch Coupe de France: 2004–05

 Arsenal
- Vô địch FA Cup: 2013–14

#### Cá nhân
- Cầu thủ xuất sắc nhất mùa giải của Auxerre: 2006–07
- Đội hình tiêu biểu của mùa giải ở Ligue 1 (1): 2006–07
- Đội hình tiêu biểu của mùa giải ở Premier League (2): 2007–08, 2010–11

#### Đội tuyển quốc gia
- Giải vô địch bóng đá châu Âu: Á quân (Euro 2016)

## Cuộc sống cá nhân
Vào ngày 31 tháng 3 năm 2011, Sagna trở thành đại sứ cho Grassroot Soccer, một tổ chức phi lợi nhuận quốc tế sử dụng sức ảnh hưởng của bóng đá để giáo dục, khuyến khích, và vận động cộng đồng để ngăn chặn sự lây lan của HIV. Anh có hai đứa con cùng với người vợ của anh, Ludivine Kadri, người phụ nữ đến từ Auxerre. Sagna sử dụng Twitter để giao tiếp với người hâm mộ.
Sagna là một tín đồ Hồi giáo.